# Travařík travní
Travařík travní (Agriphila tristella), dříve uváděný i pod názvy Tinea ferruginella, Tinea tristella či Crambus moerens, je druh motýla z čeledi travaříkovitých (Crambidae). Vyskytuje se v Evropě i v Asii.

## Rozšíření a prostředí
Travařík travní se vyskytuje v různých travnatých stanovištích napříč Evropou i v částech Asie, včetně Íránu, severozápadní Indie a Pákistánu. Typová lokalita druhu se nachází v Rakousku.

## Popis
Rozpětí křídel je přibližně 22–30 mm. Přední křídla jsou žlutavě okrová, často s příměsí hnědých odstínů, se světlejší až bělavou středovou žilkou. Zadní křídla jsou šedá. Hlava je zakončena krátkým kuželovitým „čumákem“.

## Chování
Dospělci létají v letních měsících, například ve Velké Británii od června do září. Jsou aktivní zejména v noci a láká je světlo. Housenky se živí různými druhy trav, například rody lipnic a metlic.